# Licorta
Licorta (in greco antico: Λυκόρτας?, Lycòrtas; Megalopoli, III secolo a.C. – Messene, 167 a.C. circa) è stato un militare e politico greco antico, stratego della lega achea per due volte, amico di Filopemene e padre dello storico Polibio.

## Biografia

### Ambasciatore a Roma e in Egitto
Di Licorta non sono note le origini e la data di nascita. Abbiamo le sue prime notizie da Tito Livio, che ci informa che nel 189 a.C. fu inviato a Roma, assieme a Diofane di Megalopoli, come ambasciatore della Lega achea, la confederazione delle poleis peloponnesiache, per conoscere l'opinione del senato riguardo all'ipotesi di muovere guerra contro Sparta. Lo storico padovano ci informa che, mentre Diofane avrebbe lasciato ogni decisione ai Romani, Licorta sosteneva invece l'indipendenza decisionale della Lega.
Nel 186 a.C. Licorta fu inviato come ambasciatore in Egitto da Tolomeo V Epifane per esplorare la possibilità, poi fallita, di un'alleanza tra la Lega achea e il regno d'Egitto.

### Stratego della Lega achea
Nel 186-185 a.C. Licorta fu nominato stratego della Lega achea, succedendo ad Aristeno di Megalopoli. Durante il suo mandato, convocò il consiglio della lega per decidere come comportarsi con gli Spartani, che da nemici si erano trasformati in accusatori nei confronti degli Achei presso i loro alleati Romani
Nel 183 a.C. Licorta partecipò al tentativo di Filopemene, all'epoca stratego per l'ottava volta, di intervenire immediatamente per domare la ribellione di Messene e, a differenza del suo amico e superiore, che fu catturato, riuscì a salvarsi dall'imboscata tesa dalla città ribelle all'avanguardia achea.
Nominato stratego per la seconda volta (183-182 a.C.) al posto di Filopemene, nel frattempo imprigionato e costretto al suicidio da Dinocrate, vendicò l'amico riconquistando Messene e mettendo a morte i responsabili della cattura e della morte di Filopemene, riannettendo così la città ribelle alla Lega achea.
Sappiamo da Plutarco che le ceneri di Filopemene furono riportate a Megalopoli dal figlio di Licorta, il futuro storico Polibio.

### Ultimi anni
Nel 181 a.C. Licorta, assieme a suo figlio Polibio e ad Arato di Sicione il Giovane, figlio del generale Arato di Sicione, fu di nuovo nominato ambasciatore per essere inviato in Egitto, ma la notizia della morte di Tolomeo V Epifane fece annullare l'ambasceria.
Nel 179 a.C. Licorta si schierò contro il richiamo dall'esilio degli Spartani, sostenuto invece dai Romani, e, quando scoppiò la guerra tra Roma e i Macedoni, fu uno dei principali fautori della neutralità della Lega.
Nel 168 a.C. propose senza successo di inviare aiuti a Tolomeo Filometore e Tolomeo Fiscone contro Antioco IV, e da questo momento cessano le notizie delle fonti antiche al suo riguardo, anche da parte del figlio Polibio, che fu deportato a Roma come ostaggio nel 167 a.C. ma non lo nomina né tra i suoi compagni di esilio né tra gli achei rimasti in patria, facendo così presupporre che il due volte stratego sia morto proprio in questo periodo.